# Legio VI Victrix
Legio sexta Victrix ou Legio VI Victrix ("Sexta legião Vitoriosa") foi uma legião do exército imperial romano recrutada Otaviano por volta de 41 a.C. e que atuou principalmente nas províncias da Britânia romana. Era gêmea da VI Ferrata e, provavelmente, abrigou veteranos daquela legião e alguns soldados mantiveram as tradições da legião cesariana.
A legião atuou pela primeira vez na Batalha de Perúgia (41 a.C.). Serviu depois contra Sexto Pompeu, filho de Pompeu, que ocupou a Sicília e ameaçou cortar o suprimento de cereais de Roma. Em 31 a.C., a sexta lutou na Batalha de Ácio contra as tropas de Marco Antônio.

## Hispânia
A VI Victrix participou do último estágio da conquista romana da Hispânia, participando das Guerras Cantábricas sob o comando de Augusto entre 29 e 19 a.C, que estabeleceram o controle romano sobre a Península Ibérica.
A sexta permaneceu na Hispânia por quase um século e recebeu o cognome "Hispaniensis", fundando a cidade de Legio (moderna Leão). Soldados desta unidade e da X Gemina estavam entre os primeiros colonos de Cesaraugusta, a futura Saragoça. O cognome "Victrix" ("vitoriosa") foi-lhe conferida na época de Nero, um imperador impopular na região. Quando Sérvio Sulpício Galba, o governador da Hispânia Tarraconense, afirmou que desejava derrubá-lo, a VI Victrix o apoiou e o proclamou imperador em seu acampamento. Galba criou a VII Gemina e marchou para Roma. Nero se matou na mesma época, uma sequência de eventos que deram origem à crise conhecida como "ano dos quatro imperadores".

### Britânia
Em 119, Adriano movimentou a sexta para o norte da Britânia para apoiar as legiões locais que se defendiam de uma ferrenha resistência. A VI Victrix foi instrumental para assegurar a vitória dos romanos e, no fim, substituiu a já minguante IX Hispana em Eboraco. Em 122, os legionários da sexta começaram a trabalhar na Muralha de Adriano, uma obra que manteria a paz pelas duas décadas seguintes.
Vinte anos depois, a VI Victrix ajudou a construir a Muralha de Antonino, mais para o norte, mas que já estava completamente abandonada em 164.
Em 175, o imperador romano Marco Aurélio derrotou a tribo sármata dos jáziges e os alistou a serviço do exército romano, assentando 5 500 na Britânia, alguns em Eboraco e outros em Ribchester, ao sul de Lancaster. Dez anos depois, as legiões britânicas se sublevaram e propuseram um comandante próprio, um tal Prisco, para substituir o impopular imperador Cômodo, mas ele recusou o posto. O motim foi sufocado por Pertinax, que tornar-se-ia imperador depois do assassinato de Cômodo.
Um altar a Hércules foi dedicado por Caio Vitélio Aticiano, centurião da VI Victrix, como atestam os achados no Castelo de Whitley (Epiaco).

## Cultura popular
A VI Victrix é mencionada na novela "Have Space Suit - Will Travel", de Robert Heinlein, e no livro "From Scythia to Camelot" ("Da Cítia a Camelot"), de C. Scott Littleton & Linda A. Malcor.